# Algonquin—Renfrew—Pembroke
Pour les articles homonymes, voir Algonquin (homonymie), Renfrew et Pembroke.
Circonscription électorale fédérale du Canada
Algonquin—Renfrew—Pembroke (auparavant Renfrew—Nipissing—Pembroke et Renfrew) est une circonscription électorale fédérale et provinciale en Ontario (Canada).
La circonscription longe la rivière des Outaouais au nord-est d'Ottawa, englobant le comté de Renfrew ainsi qu'une partie du district territorial de Nipissing. Les villes principales sont Petawawa, Pembroke, Renfrew et Arnprior.
Les circonscriptions limitrophes sont Nipissing—Timiskaming, Haliburton—Kawartha Lakes—Brock, Hastings—Lennox and Addington, Lanark—Frontenac—Kingston et Kanata—Carleton, ainsi que les circonscriptions fédérales d'Abitibi—Témiscamingue et Pontiac. 

## Historique
Avant le découpage de la carte électorale de 2022, la circonscription était connue sous le nom de Renfrew—Nipissing—Pembroke. 
La circonscription de Renfrew—Nipissing—Pembroke a été créée en 1976 à partir de Frontenac—Lennox et Addington, Lanark—Renfrew—Carleton et Renfrew-Nord—Nipissing-Est. Abolie en 1987, elle fut redistribuée dans la nouvelle circonscription de Renfrew. En 1989, Renfrew devint Renfrew—Nipissing—Pembroke.
| Législature | Années        | Député        | Député         | Parti               |
| --- | ------------- | ------------- | -------------- | ------------------- |
| Renfrew—Nipissing—Pembroke issue de Frontenac—Lennox et Addington, Lanark—Renfrew—Carleton et Renfrew-Nord—Nipissing-Est |               |               |                |                     |
| 31e | 1979–1980     |               | Len Hopkins    | Libéral             |
| 32e | 1980–1984     |               | Len Hopkins    | Libéral             |
| 33e | 1984–1988     |               | Len Hopkins    | Libéral             |
| Renfrew |               |               |                |                     |
| 34e | 1988–1989     |               | Len Hopkins    | Libéral             |
| Renfrew—Nipissing—Pembroke                                                                                               |               |               |                |                     |
| 34e | 1989–1993     |               | Len Hopkins    | Libéral             |
| 35e | 1993–1997     |               | Len Hopkins    | Libéral             |
| 36e | 1997–2000     | Hec Clouthier |                | Libéral             |
| 37e | 2000–2003     |               | Cheryl Gallant | Alliance canadienne |
| 37e | 2003–2004     |               | Cheryl Gallant | Conservatrice       |
| 38e | 2004–2006     |               | Cheryl Gallant | Conservatrice       |
| 39e | 2006–2008     |               | Cheryl Gallant | Conservatrice       |
| 40e | 2008–2011     |               | Cheryl Gallant | Conservatrice       |
| 41e | 2011–2015     |               | Cheryl Gallant | Conservatrice       |
| 42e | 2015–2019     |               | Cheryl Gallant | Conservatrice       |
| 43e | 2019–2021     |               | Cheryl Gallant | Conservatrice       |
| 44e | 2021–2025     |               | Cheryl Gallant | Conservatrice       |
| Algonquin—Renfrew—Pembroke                                                                                               |               |               |                |                     |
| 45e | 2025–en cours |               | Cheryl Gallant | Conservatrice       |

## Circonscription provinciale
Depuis les élections provinciales ontariennes du 4 octobre 2007, l'ensemble des circonscriptions provinciales et des circonscriptions fédérales sont identiques.